# Incidente do machado na Coreia

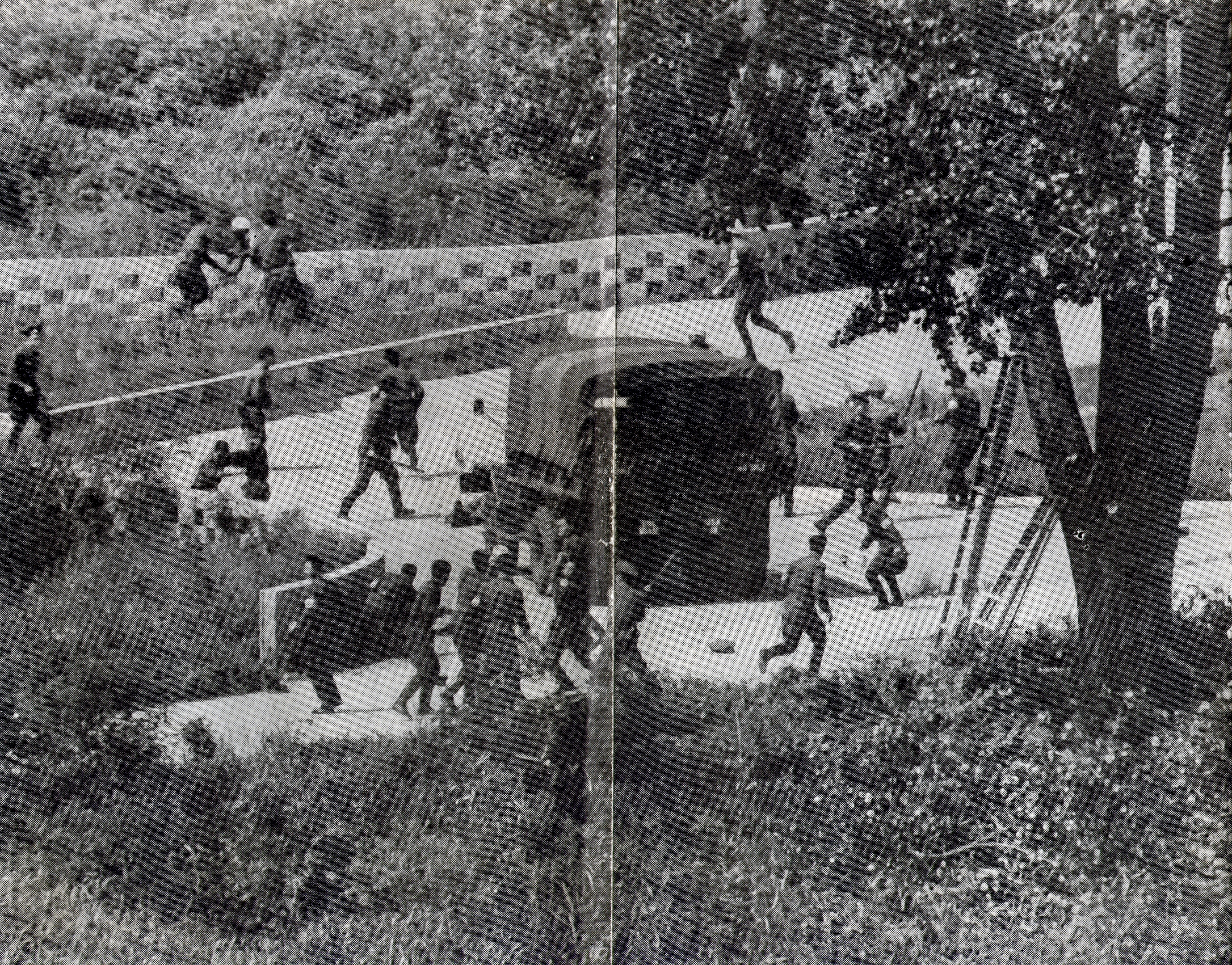
Forças norte-coreanas e UNC durante o ataque com machado de 1976.

O incidente do machado na Coreia foi o assassinato de dois oficiais do Exército dos EUA, o capitão Arthur Bonifas e o primeiro-tenente Mark Barrett, por soldados norte-coreanos em 18 de agosto de 1976, na Área de Segurança Conjunta na Zona Desmilitarizada Coreana (DMZ). Os oficiais do Exército dos EUA faziam parte de um grupo de trabalho que iria aparar uma árvore que estava atrapalhando a vista do lado da Coreia do Sul em relação ao Norte bem no meio da fronteira.
Em represália, três dias depois, as forças americanas e sul-coreanas lançaram a Operação Paul Bunyan, uma operação que derrubou a árvore com uma demonstração de força - autorizada expressamente pelo então presidente Gerald Ford - para intimidar a Coreia do Norte a recuar, o que ocorreu. Hoje há um pequeno memorial em homenagem aos dois soldados mortos no incidente.